# Caberea zelandica
Caberea zelandica is een mosdiertjessoort uit de familie van de Candidae. De wetenschappelijke naam van de soort is, als Selbia zelandica voor het eerst geldig gepubliceerd in 1843 door Gray.